# Aeroportul Internațional Irkutsk
Aeroportul Internațional Irkutsk (IATA: IKT, ICAO: UIII) este un aeroport din Regiunea Irkutsk, Rusia ce deservește zona Irkutsk. Aeroportul a fost tranzitat în 2021 de 2.077.769 de pasageri. A fost deschis în 1933 și numit după zona deservită.
Situat la o altitudine de 511 m, aeroportul dispune de 1 pistă.

## Infrastructură

### Piste
Aeroportul dispune de o singură pistă. Pista 12/30 are suprafața de asfalt și dimensiunile 3.565 m × 45 m. 